# Васильев, Виктор Анатольевич
Ви́ктор Анато́льевич Васи́льев (род. 10 апреля 1956, Москва) — российский математик, академик РАН, президент Московского математического общества. Член экспертной комиссии РСОШ по математике. Лауреат премии Правительства Российской Федерации в области образования.
Специалист в области топологии, теории особенностей, интегральной геометрии, теории сложности вычислений, комбинаторики.

## Биография
Родился в семье математиков, отец — профессор механико-математического факультета МГУ А. М. Васильев (1923—1987), мать Майя Владимировна Васильева, преподаватель математики Московского городского педагогического института имени Потёмкина.
Окончил механико-математический факультет МГУ в 1978 году и аспирантуру там же в 1981 году, в 1982 году защитил кандидатскую диссертацию «Особенности каустик и их приложения к исследованию асимптотик экспоненциальных интегралов и лагранжевых многообразий» (научный руководитель — В. И. Арнольд). Доктор физико-математических наук с 1992 года (диссертация «Дополнения к дискриминантам гладких отображений»).
Премия Московского математического общества за цикл работ «Характеристические классы волновых фронтов» (1985). Пленарный доклад на Международном конгрессе математиков в Цюрихе (1994).
Главный научный сотрудник Математического института имени Стеклова РАН. С 30 мая 1997 года — член-корреспондент РАН по Отделению математики, с 22 мая 2003 года — академик РАН.
Был членом исполкома Международного математического союза (2004—2010). С 2007 по 2013 год возглавлял экспертный совет ВАК РФ по математике и механике, с 2016 по 2022 — член ВАК. Председатель Комиссии РАН по противодействию фальсификации научных исследований (с 2018 по 2022).

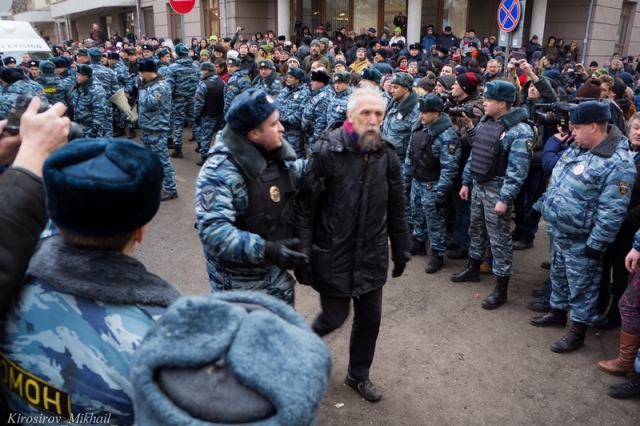
Задержание В. А. Васильева полицией из-за с участия в акции в поддержку подсудимых по «Болотному делу» (февраль 2014)

С 2008 года — профессор и заведующий кафедрой геометрии и топологии факультета математики НИУ ВШЭ. Преподаёт также в Независимом Московском университете.
22 июня 2010 года, в связи со смертью президента Московского математического общества В. И. Арнольда, на заседании общества было принято решение об утверждении В. А. Васильева исполняющим обязанности президента ММО 14 сентября 2010 года он был избран президентом ММО.
Член Клуба «1 июля», объединяющего академиков и членов-корреспондентов РАН, публично отказавшихся вступать в реформированную правительством Академию наук.
После вторжения России в Украину, начавшегося в 2022 году, уехал из России.

## Общественная позиция
В феврале 2022 года подписал открытое письмо российских учёных и научных журналистов с осуждением вторжения России на Украину и призывом вывести российские войска с украинской территории.
Член редколлегий журналов:
- «Функциональный анализ и его приложения» (заместитель главного редактора, главный редактор с 2017 по 2023 год);
- «Известия РАН. Серия математическая»;
- «Moscow Mathematical Journal»;
- «Доклады Академии наук»;
- «Вестник Российской академии наук» (с 2018);
- «Selecta Mathematica, New Series»;
- «Journal of Knot Theory and its Ramifications»;
- «Topology and its Applications».

## Направления исследований
Теория особенностей, комплексный анализ, топология, теория сложности вычислений, интегральная геометрия, теория Пикара-Лефшеца, дифференциальные уравнения в частных производных, комбинаторика.

## Основные публикации
- V. A. Vassiliev, Complements of discriminants of smooth maps: topology and applications, 2-d extended edition, Translations of Math. Monographs, 98, AMS, Providence, RI, 1994.
- V. A. Vassiliev, Ramified integrals, singularities and lacunas, Math. Appl., 315, Kluwer Academic Publishers, Dorderecht (Netherlands), 1995, 289 pp.
- V. A. Vassiliev, Lagrange and Legendre characteristic classes, 2-d edition, Gordon and Breach Publishers, New York a.o., 1993, 273 pp.

Расширенные русские переводы перечисленных работ:
- Васильев В. А. Топология дополнений к дискриминантам, Фазис, Москва, 1997, 536 с.
- Васильев В. А. Ветвящиеся интегралы, МЦНМО, Москва, 2000, 432 с.
- Васильев В. А. Лагранжевы и лежандровы характеристические классы, МЦНМО, Москва, 2000, 312 с.

Другие работы:
- Арнольд В. И., Васильев В. А., Горюнов В. В., Ляшко О. В. Особенности. I. Локальная и глобальная теория. Итоги науки и техники. Сер. Совр. пробл. матем. Фундам. напр., том 6, 1988, 256 с.
- Арнольд В. И., Васильев В. А., Горюнов В. В., Ляшко О. В. Особенности. II. Классификация и приложения. Итоги науки и техники. Сер. Совр. пробл. матем. Фундам. напр., том 39, 1989, 256 с.
- Учебник: Васильев В. А. Топология для младшекурсников. — М.: МЦНМО, 2014
- V. A. Vassiliev, Applied Picard-Lefschetz theory, AMS, Providence RI, 2002, 336 pp.

## Признание
- Премия Правительства Российской Федерации 2012 года в области образования — за работу «Система анализа и оценки научного содержания учебников для средней школы» (с соавторами)[10].
- Премия имени И. Г. Петровского РАН за цикл работ «Лакуны гиперболических операторов и ветвление интегралов» (2019)[11].

## Литературное творчество
Вместе с женой, поэтом и переводчиком Татьяной Стамовой, выпустил книгу стихов «Обыватели небес». По словам Аллы Шараповой, в этой книге Виктор Васильев «предстаёт как автор одной темы — невозможности для человека оставаться порабощённым».